# Lison-Pramaggiore Cabernet franc
Il Lison-Pramaggiore Cabernet franc è uno dei vini cui è riservata la DOC Lison-Pramaggiore.

## Caratteristiche organolettiche
- colore: rosso rubino intenso.
- odore: vinoso, caratteristico, intenso, erbaceo, persistente.
- sapore: asciutto, pieno, intensamente erbaceo, vellutato, armonico.

## Produzione
Provincia, stagione, volume in ettolitri
- Pordenone  (1990/91)  231,21
- Pordenone  (1991/92)  289,66
- Pordenone  (1992/93)  1077,93
- Pordenone  (1993/94)  991,62
- Pordenone  (1994/95)  723,11
- Pordenone  (1995/96)  440,16
- Pordenone  (1996/97)  1060,43
- Treviso  (1990/91)  878,57
- Treviso  (1991/92)  993,79
- Treviso  (1992/93)  1190,78
- Treviso  (1993/94)  1121,26
- Treviso  (1994/95)  1200,22
- Treviso  (1995/96)  866,46
- Treviso  (1996/97)  1500,52
- Venezia  (1990/91)  2232,47
- Venezia  (1991/92)  5186,56
- Venezia  (1992/93)  6675,69
- Venezia  (1993/94)  6825,52
- Venezia  (1994/95)  9204,11
- Venezia  (1995/96)  8227,23
- Venezia  (1996/97)  12980,67